# Елино (Вологодская область)
Елино — упразднённая деревня в Белозерском районе Вологодской области России.
В рамках организации местного самоуправления с июня 2015 до января 2022 гг. входила в Антушевское сельское поселение, с января 2006 до мая 2015 гг. — в Гулинское сельское поселение, в рамках административно-территориального устройства включалась в Гулинский сельсовет.
Расположена на берегу Радионского озера. Расстояние по автодороге до районного центра Белозерска — 50 км, до центра муниципального образования деревни Никоновская — 20 км. Ближайшие населённые пункты — Нефедово, Попово, Трунино.
По данным переписи в 2002 году постоянного населения не было.